# Đầm trắng của Marilyn Monroe
Marilyn Monroe mặc một chiếc đầm trắng trong bộ phim The Seven Year Itch (1955) của đạo diễn Billy Wilder. Trang phục do nhà tạo mẫu William Travilla thiết kế và xuất hiện trong một cảnh nổi tiếng của bộ phim. Chiếc đầm được xem là một biểu tượng của lịch sử điện ảnh và hình ảnh Monroe bị tốc váy khi đứng trên nắp cống đường xe điện ngầm ở New York được mô tả là một trong những hình ảnh nổi tiếng nhất thế kỷ 20.

## Bối cảnh
Khi nhà thiết kế William Travilla, còn được biết đến đơn giản bằng tên Travilla, bắt đầu làm việc với Marilyn Monroe, ông đã thắng giải Oscar cho tác phẩm trong The Adventures of Don Juan (1948). Lúc hợp tác với Monroe trong Don't Bother to Knock (1952), Travilla vẫn là một trong những nhà tạo mẫu của 20th Century Fox. Theo ông, cả hai hợp tác trong 8 bộ phim và từng có một mối tình ngắn ngủi. Năm 1954, ông thiết kế chiếc đầm cocktail trắng cho Monroe lúc vợ ông, Dona Drake đang đi nghỉ mát. Theo cuốn Hollywood Costume: Glamour! Glitter! Romance! của Dale McConathy và Diana Vreeland, Travilla không tạo nên chiếc váy mà mua lại; ông luôn phủ nhận khẳng định này.
Trong bộ phim, chiếc đầm xuất hiện trong cảnh Monroe và diễn viên Tom Ewell rời khỏi Nhà hát Trans-Lux Đường 52 (nay là Đại lộ 586 Lexington, Manhattan) sau khi xem bộ phim kinh dị Creature from the Black Lagoon (1954). Khi nghe tiếng tàu điện ngầm chạy đến, Monroe tiến đến chiếc nắp cống, bảo rằng "Ồ, anh có cảm thấy luồng gió từ chiếc tàu điện không?", trong lúc chiếc váy bị tốc lên và để lộ đôi chân của cô. Ban đầu, cảnh này được chọn quay bên ngoài Trans-Lux lúc 1 giờ sáng ngày 15 tháng 9 năm 1954. Monroe phải thực hiện cảnh này 14 lần, trong thời gian khoảng 3 tiếng, tạo nên sự chú ý của 100 nam nhiếp ảnh gia và từ 2.000 đến 5.000 khán giả hâm mộ. Họ quay lại cảnh xuất hiện trong phim tại phim trường 20th Century Fox, California, trong khi những thước phim cũ dùng trong quảng cáo.

## Thiết kế

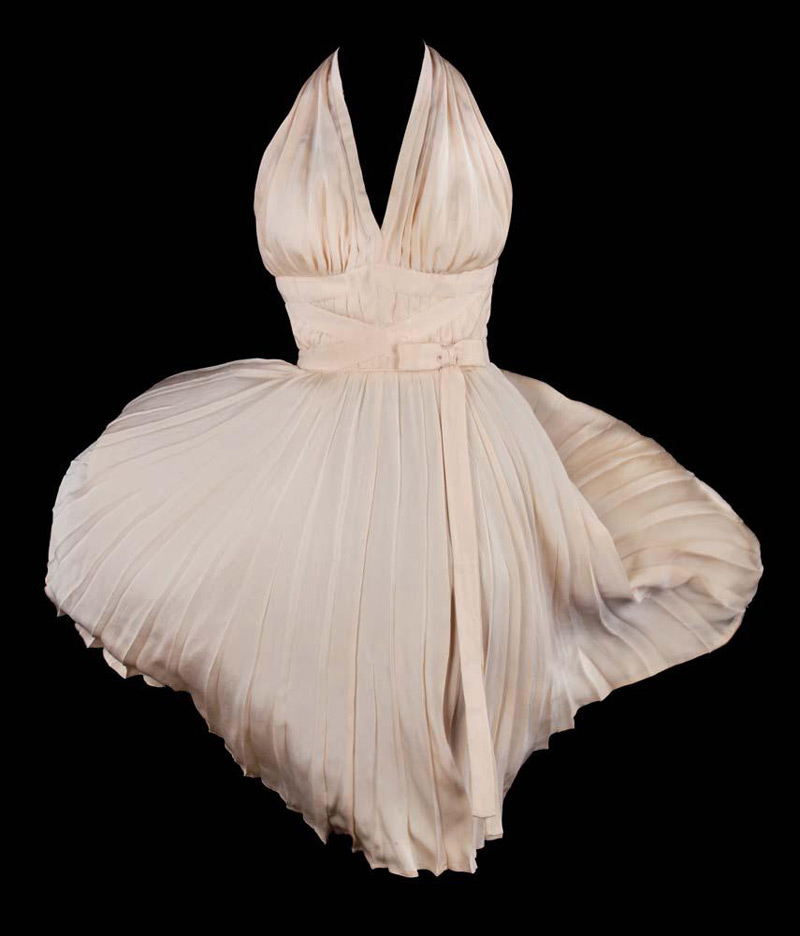
Chiếc đầm

Trang phục là chiếc đầm cocktail màu trắng ngà, theo phong cách thịnh hành những năm 1950 và 1960. Vạt áo giống như một chiếc dây nối với phần cổ áo thụng, được làm từ hai mảnh vải xếp li nhẹ, đính lại ở sau cổ áo. Chiếc đầm không có tay, vai hay lưng áo. Vạt áo còn nối tới một dải băng nằm ngay dưới ngực, vừa khít đến vòng eo. Một chiếc thắt lưng nhẹ và rộng quấn quanh phần thân, vắt ngang ở mặt trước rồi buộc thành một chiếc nơ nhỏ ở hông. Bên dưới là một chiếc váy xếp li kéo dài từ giữa đến cả bắp chân. Có một dây kéo ở phía sau dây áo và nhiều chiếc cúc ở đằng sau vạt áo.

## Tiếp nhận
Hình tượng của Monroe trên chiếc nắp cống được so sánh với một sự kiện tương tự trong bộ phim ngắn What Happened on Twenty-third Street, New York City (1901). Người chồng của Monroe lúc bấy giờ, Joe DiMaggio được cho là "không thích" bộ đầm này.
Đến nay, chiếc đầm và cảnh phim nổi tiếng được xem là một trong những hình ảnh biểu tượng của thế kỷ 20 và là tác phẩm nổi tiếng nhất của Travilla. Glamour bình chọn đây là một trong những chiếc đầm nổi tiếng nhất lịch sử và Cancer Research UK gọi đây là khoảnh khắc thời trang biểu tượng bậc nhất mọi thời đại. Elle gọi đây "chắc chắn là chiếc đầm nổi tiếng nhất lịch sử điện ảnh". Trong nhiều năm sau khi Monroe qua đời, hình ảnh của cô cùng chiếc đầm này xuất hiện trong nhiều tác phẩm đại diện và mô phỏng lại từ những diễn viên khác, trong đó có nhân vật Fiona trong Shrek 2 (2004), Amy Poehler trong Blades of Glory (2007) và Anna Faris trong The House Bunny (2008). Trong bộ phim The Woman in Red, Kelly Le Brock tái hiện lại cảnh phim với một chiếc đầm đỏ.

Tượng Forever Marilyn ở quảng trường Pioneer Court ở Chicago, Illinois

Tượng Monroe và chiếc đầm trắng ở Palm Springs, California

Tháng 7 năm 2011, một bức tượng cao 26 foot (7,9 m) của Monroe mang tên Forever Marilyn do John Seward Johnson II tạo nên, được hoàn thành ở Pioneer Court và Magnificent Mile của Chicago. Bức tượng dự kiến trưng bày cho đến mùa Xuân năm sau, cho thấy Monroe tạo dáng cùng chiếc đầm. Bức tượng sau đó dời về Palm Springs, California.
Sau khi Monroe qua đời năm 1962, Travilla giữ lại chiếc đầm cùng nhiều phục trang khác do ông thiết kế cho cô, được nhiều người nhắc đến như là "Bộ sưu tập bị đánh mất". Sau khi ông mất năm 1990, những bộ quần áo này mới được Bill Sarris, một đồng nghiệp của Travilla, trưng bày. Chiếc đầm xuất hiện trong bộ sưu tầm riêng tư của Debbie Reynolds tại Viện bảo tàng Điện ảnh Hollywood. Trong một cuộc phỏng vấn với Oprah Winfrey, Reynolds khẳng định rằng "[chiếc đầm] giờ đã ngả màu xám nâu vì nay đã rất rất cũ." Năm 2011, Reynolds chào bán tất cả bộ sưu tập tại một buổi đấu giá, bắt đầu từ ngày 18 tháng 6 năm 2011. Trước buổi đấu giá, chiếc đầm được dự đoán trị giá từ 1 đến 2 triệu đô-la Mỹ, nhưng sau cùng, con số vượt ngưỡng 5.6 triệu đô-la Mỹ.